# Pamplona (Negros oriental)
Pour les articles homonymes, voir Pamplona.
Pamplona est une localité de la province du Negros oriental, aux Philippines. En 2015, elle compte 37 596 habitants.